# Oddział partyzancki Armii Krajowej „Wicher”
Oddział partyzancki „Wicher” – dowodzony przez ppor. Witolda Kucharskiego, ps. „Wicher”, oddział partyzancki, utworzony na bazie oddziału „Trojan”, działający na terenie Okręgu Łódź Armii Krajowej. 

## Historia oddziału
Oddział partyzancki „Wicher” został utworzony 25 września 1943 r. na bazie działającego od lipca 1943 r. Oddziału Leśnego „Trojan”. Nazwa oddziału nawiązywała do nazwy niszczyciela polskiej Marynarki Wojennej ORP „Wicher”. W początkowym okresie w skład oddziału wchodzili: dowódca – por. Witold Kucharski ps. „Wicher”, zastępca dowódcy – ppor. „Śmiały”, szef oddziału – plut. „Kalina”, 8 podoficerów i 20 żołnierzy. Oddział został podzielony na 4 drużyny, którymi dowodzili: kpr. Ignacy Kiełbasiński ps. „Bystry”, plut. Stefan Karp ps. „Walenty”, kpr. Wacław Wiewióra ps. „Stanisław” i kpr. Wacław Szewczyk ps. „Odrowąż”. Początkowo oddział stacjonował we wsi Zygmuntów. Czas upływał na szkoleniu żołnierzy i przygotowywaniu ich do planowanych zadań.  

### Działalność oddziału od października 1943r. do sierpnia 1944r.
- 10 października 1943 r. pod wsią Trzy Morgi pojawił się oddział niemieckiej żandarmerii stosujący represje wobec ludności polskiej za rzekomą opieszałość w dostawach kontyngentowych. Partyzanci zaatakowali żandarmów, którzy nie podjęli walki i w pośpiechu odjechali, podpalając wcześniej dwie chałupy[2].

- 11 października 1943 r., wraz z oddziałem AL im. gen.Bema oraz patrolem „Onufrego”, oddział „Wichra” przeprowadził w niemieckiej wsi Klementynów akcję odwetową za spalone przez żandarmów polskie zabudowania w Stobnicy. Wieś była chroniona przez 17-osobowy oddział uzbrojonych strażników. Po opanowaniu warownego bunkra odbył się publiczny sąd nad jego załogą. Dwóch niemieckich strażników otrzymało karę chłosty, a na ich dowódcy wykonano wyrok śmierci. Zdobyto broń i zarekwirowano odzież oraz żywność[3].

- W nocy z 15 na 16 października 1943 r. partyzanci „Wichra” wypełniali rozkaz zlikwidowania posterunku żandarmerii w Ręcznie. Po rozpoczęciu ostrzału budynku okazało się, że żandarmi trzymali w nim zakładników – rodzinę miejscowego nauczyciela. Wstrzymano ogień, a oddział wycofał się ze wsi. W walce zginęło 5 niemieckich żandarmów. Po stronie polskiej nie było strat[4].
- Następnej nocy oddział wkroczył do obozu pracy przymusowej w Ciebłowicach. Obóz został opanowany w ciągu 10 minut. Rozbrojono wartowników, aresztowano komendanta obozu, uwolniono więzionych robotników. Zabrano broń, odzież, żywność i papierosy. Komendantowi odczytano wyrok śmierci, który został natychmiast wykonany[5].
- 27 października 1943 r. partyzanci „Wichra” razem z członkami zespołu dywersyjnego „Kosa” z Proszenia przeprowadzili akcję rekwizycyjną niemieckiego majątku w Moszczenicy. Zarekwirowano płótno, bieliznę, pieniądze i motocykl[6].
- 15 listopada 1943 r. liczący 57 żandarmów oddział niemiecki dokonywał aresztowań ludności polskiej we wsi Mierzyn. Stacjonujący w pobliskim folwarku oddział „Wichra” pospieszył na ratunek. Wywiązała się strzelanina. Do walki włączył się nawet niemiecki samolot. Uwolniono aresztowanych Polaków. Nieprzyjaciel odnotował 15 żandarmów zabitych i 17 rannych. Oddział „Wichra” nie poniósł żadnych strat[7].
- 21 listopada 1943 r. na wypoczywający w okolicach wsi Małe Końskie oddział natarły jednostki niemieckie wzmocnione wozem pancernym. W tej sytuacji partyzanci wycofali się w kierunku Zarzęcina. W trakcie strzelaniny zginęło 4 żandarmów. Strat własnych nie odnotowano[8].
- 25 listopada 1943 r. w okolicach wsi Wodzinek[9] koło Srocka oddział „Wichra” wspomagał inne zespoły dywersyjne w ataku na strażnicę graniczną. W wyniku szturmu na budynek zginęło 3 strażników, a 4 zostało rannych. Pozostała załoga strażnicy uciekła. Zdobyto broń, a strażnicę spalono. Kilku polskich żołnierzy odniosło rany[10].
- 26 listopada 1943 r. odpoczywający w gajówce Sieczka (między wsiami Zarzęcin i Prucheńsko) oddział został otoczony przez liczące około 2500 żołnierzy Wehrmachtu, żandarmów i policji siły niemieckie wspomagane jednostkami pancernymi. Partyzantom udało się wyjść z okrążenia i po wielogodzinnym nocnym marszu oddział przeniósł się w okolice Kamockiej Woli[11].
- Na początku grudnia 1943 r. oddział opuścił teren dotychczasowych działań i wyruszył w „rajd” szkoleniowy w okolice Koniecpola. Partyzanci na dłużej zatrzymali się w obozie leśnym AK wyposażonym w zamaskowane bunkry między wsiami Graby i Kąjetanowice. W połowie grudnia oddział wrócił na swój teren działań[12].
- 23 grudnia 1943 r. oddział wykonywał rozkaz zatrzymania na stacji Rozprza pociągu przewożącego więźniów do obozu koncentracyjnego w Auschwitz i uwolnienia ich. Partyzanci bez trudu opanowali stację, jednak oczekiwany pociąg z więźniami nie nadjechał. Wysadzono tory kolejowe i opuszczono miejsce akcji przed przybyciem niemieckiej żandarmerii[13].
- 14 stycznia 1944 r. wspólnie z oddziałem „Burza” partyzanci „Wichra” przeprowadzili akcję we wsi Ojrzeń niedaleko Diablej Góry. Zorganizowano zasadzkę na powracających z pacyfikacji okolicznych wsi żandarmów. 12 Niemców zostało zabitych, a 16 rannych. Strona polska nie poniosła strat[14].
- 28 lutego 1944 r. oddział „Wicher” wraz z oddziałem „Grom” miał przeprowadzić akcję rekwizycyjną niemieckiego majątku w Moszczenicy. Gdy oddziały stacjonowały przed akcją w gajówce Gazomka, natknął się na nie patrol 20 niemieckich żandarmów. Wywiązała się strzelanina. Partyzanci wycofali się w stronę Gazomki i Proszenia. Siedmiu polskich żołnierzy zostało rannych. Niemcy kontynuowali pościg za partyzantami aż do Pilicy[15].
- 25 marca 1944 r. na rozkaz szefa Kedywu kpt. „Gaja” wszystkie oddziały partyzanckie działające w okręgu AK Łódź stawiły się w miejscowości Justynów nad Pilicą. Oddział „Wicher” liczył wtedy 35 ludzi[16].
- Wieczorem 23 kwietnia 1944 r. oddział przeprowadził uderzenie na niemiecki posterunek wojskowy w Petrykozach. Zarekwirowano broń, odzież i koce. Po stronie polskiej nie odnotowano żadnych strat[17][18].
- 22 maja 1944 r. w okolicach wsi Jacentów oddział zorganizował zasadzkę na niemieckich żandarmów wymuszających od gospodarzy dostawy kontyngentowe. Zginęło dwóch żandarmów. Strona polska nie poniosła strat[19].
- 25 czerwca 1944 r. partyzanci z połączonych oddziałów „Henryk” i „Wicher” urządzili w okolicach nieistniejącej już wsi Stefanów w lasach przysuskich zasadzkę na niemieckich żandarmów. Niemcy w tej potyczce stracili 4 żołnierzy, natomiast z oddziału „Henryka” poległ partyzant „Ciepły” – Henryk Maćkowski[20].

### Działalność oddziału od lipca do listopada 1944r. w ramach 25 pułku piechoty Armii Krajowej
W drugiej połowie lipca 1944 r. w związku ze zbliżaniem się wojsk sowieckich do linii Wisły inspektor piotrkowski, major Stanisław Pawłowski „Powała”, zarządził koncentrację wszystkich podległych mu oddziałów partyzanckich w lasach w okolicy wsi Barkowice Mokre. W ten sposób zmobilizowano około 550 żołnierzy, z których powstał I batalion 25 pułku piechoty Armii Krajowej. Początek koncentracji został wyznaczony na dzień 20 lipca 1944 r. Oddział „Wichra” liczył wtedy około 90 dobrze uzbrojonych żołnierzy.
Początkowo oddział „Wicher” pod dowództwem ppor. Zdzisława Lisowskiego ps. „Sokół” wchodził w skład I plutonu, 3. kompanii, I batalionu 25 pp AK. Pod koniec sierpnia 1944 pułk został przeorganizowany i w miejsce batalionu utworzono 5 kompanii. Żołnierze „Wichra” weszli w skład 1. kompanii, której dowódcą został por. „Wicher”.
Działając w strukturach 25 pułku piechoty AK, żołnierze z oddziału „Wicher” brali udział w wielu akcjach oraz potyczkach z niemieckimi żandarmami i żołnierzami.
- 5 sierpnia 1944 r. oddział brał udział w potyczce pod Sulejowem na szosie piotrkowskiej[22].
- 13 sierpnia 1944 r. grupa około 90–100 żołnierzy z różnych oddziałów wchodzących w skład I batalionu 25 pp AK pod dowództwem ppor. „Maja” dokonała pacyfikacji niemieckiej kolonii Jawor zamieszkiwanej przez volksdeutschów tworzących Selbstschutz. W wyniku walk zniszczono niemiecki bunkier, zarekwirowano bydło i konie, zdobyto broń i amunicję. Po stronie partyzantów zginął co najmniej jeden żołnierz[23].
- 16 sierpnia 1944 r. partyzanci stoczyli dwie potyczki z Niemcami w rejonie wsi Sulborowice i Reczków. W godzinach przedpołudniowych siły polskie rozbiły oddział żandarmerii niemieckiej. Zginęło 20 żandarmów, a pozostałych 17 rozstrzelano za znęcanie się nad ludnością cywilną. Po stronie polskiej nie było zabitych. Trzech partyzantów zostało rannych. Zdobyto broń, amunicję, konie, wozy, oprzyrządowanie wojskowe i mapy. W tym samym miejscu w godzinach popołudniowych pułk stoczył bój z około 300–350 żołnierzami niemieckimi. W czasie popołudniowej akcji straty niemieckie wyniosły 66 zabitych i około 90–100 rannych. Po stronie polskiej zginęło 10 partyzantów, w tym por. „Kuba” (Antoni Bednarczyk) – dowódca oddziału „Burza”. Kolejnych trzech żołnierzy zostało rannych[24].
- Od 20 sierpnia do 26 września 1944 r. oddział wraz z innymi oddziałami wchodzącymi w skład batalionu 25 pp AK stacjonował w obozie warownym w lasach przysuskich. Dni mijały partyzantom na ćwiczeniach polowych, ćwiczeniach musztry, organizowaniu żywności[25].
- 21 sierpnia 1944 major „Roman” przeorganizował batalion w pułk i oficjalnie nadał mu nazwę 25 pułku piechoty Armii Krajowej, nawiązując tym do istniejącego przed 1939 r. 25 pułku piechoty Wojska Polskiego[26].
- 6 września 1944 r. niemieckie oddziały Wehrmachtu w sile jednej kompanii zaatakowały partyzantów w okolicach leśniczówki Huta i gajówki Piecyki w lasach przysuskich niedaleko Stefanowa. W wyniku działań bojowych po stronie niemieckiej zginęło 18 żołnierzy (w tym dwóch oficerów), a 7 zostało rannych. Po stronie polskiej nie odnotowano zabitych. Ciężko ranny został jeden partyzant z oddziału „Błyskawica”[27].
- W wyniku przeprowadzonej we wrześniu 1944 r. reorganizacji 25 pp AK partyzanci z dawnego oddziału „Wicher” weszli w skład 1. kompanii. Liczyła ona ponad 220 żołnierzy[28].
- 16 września 1944 r. por. „Wicher” otrzymał od mjr. „Romana” rozkaz zlikwidowania napotkanego kilkunastoosobowego oddziału, którego członkowie podawali się za żołnierzy Armii Radzieckiej i Ludowego Wojska Polskiego, a którzy, po krótkim śledztwie, uznano za poprzebieranych członków oddziału żołnierzy SS-Galizien-Division składającego się w większości z Ukraińców. Rozstrzelano 17 żołnierzy[29].
- 26 września 1944 r. w ramach operacji „Waldkater” siły niemieckie w liczbie około 1200 żołnierzy i żandarmów zaatakowały w lasach przysuskich połączone siły 25 i 72 pułku piechoty Armii Krajowej. W wyniku wielogodzinnej walki operacja „Waldkater” zakończyła się fiaskiem. Niemcy stracili 140 zabitych oraz około 230 rannych. Po polskiej stronie zginęło 10 partyzantów, 20 było rannych, a sześciu zaginęło[30] (inne źródło podaje 11 zabitych, 10 rannych i pięciu zaginionych[31]).
- W nocy z 27 na 28 września 1944 r. w odwecie za operację „Waldkater” partyzanci z 25 pp oraz 72 pp AK (w sumie około 600 żołnierzy) przeprowadzili akcję mającą na celu zniszczenie posterunku żandarmerii w Przysusze. Po kilkugodzinnej walce partyzantom nie udało się osiągnąć głównego celu akcji. Bunkier przy posterunku żandarmerii pozostał niezdobyty. Po stronie niemieckiej zginęło około 60 żandarmów. Po stronie polskiej zginęło 2 partyzantów, a 7 zostało rannych. Zdobyto żywność i broń[32].

- 23 października 1944 r. Niemcy otoczyli 25 pułk piechoty Armii Krajowej w okolicach wsi Myślibórz, Tomaszów i Ruszenice. Z powodu dużej przewagi wroga partyzanci wycofali się do wsi Górki Niemojowskie[33].
- 27 października 1944 r. w okolicach wsi Biały Ług partyzanci z 25 pp AK odparli atak około 2500 żołnierzy niemieckich z SS i Wehrmachtu. W wielogodzinnym boju Niemcy stracili ok. 140 żołnierzy (40 zabitych i 100 utopionych w bagnie). Po stronie polskiej zginęło 8 partyzantów[34].
- 4 listopada 1944 r. około 800 żołnierzy 25 pp AK przełamało pierścień obławy niemieckiej w lasach przysuskich w okolicy leśniczówki Huta. W całodniowym boju poległo około 20 partyzantów w tym zastępca dowódcy pułku – major Bronisław Lewkowicz ps. „Kurs”. Około 30 żołnierzy zostało rannych. Straty niemieckie w walce koło leśniczówki Huta oszacowano na około 100 poległych żołnierzy[35].
- 5 listopada 1944 r. odpoczywający we wsi Boków partyzanci zostali zaskoczeni przez przeważające liczebnie oddziały niemieckie. 25 pp AK wycofała się w kierunku południowo-zachodnim. Straty własne wyniosły 10 zabitych i 50 rannych[36]. Przez kilka następnych dni żołnierze uciekali przed ścigającymi ich oddziałami niemieckimi. Między wsiami Brody i Wincentów na skutek zamieszania około 250 żołnierzy zgubiło się lub rozproszyło w lasach koneckich. Część z tych osób poległa, wielu odniosło rany, pewna grupa trafiła do niewoli i do więzień. Była to wielka klęska pułku poniesiona bez żadnej walki, ponieważ nieprzyjaciel nie znajdował się w bezpośrednim kontakcie z partyzantami. 9 listopada kolumna doszła do Górek Niemojowskich, gdzie mogła wreszcie spokojnie odpocząć. Na dzień 9 listopada stan pułku wynosił około 300 osób[37].

### Działalność oddziału od listopada 1944r. do stycznia 1945r.
- 9 listopada 1944 r. podjęto decyzję o rozformowaniu 25 pułku piechoty AK. Od tej chwili walki z okupantem miały być ponownie prowadzone przez mniejsze grupy partyzanckie. Oddział „Wicher” liczył wtedy około 60 żołnierzy[38].
- 3 grudnia 1944 r. dowódca oddziału postanowił urządzić zasadzkę na kałmucki oddział kawalerii w okolicach wsi Malenie i Adamów. Pomimo blisko dwukrotnej przewagi liczebnej nieprzyjaciel nie przyjął walki i w panice zaczął uciekać. Poległo czterech Kałmuków[39][40].
- Oddział por. „Wichra” działał jako zwarta jednostka do końca wojny. Rozformował się 17 stycznia 1945 r[41].